# Ronde van Vlaanderen 1931
De 15de editie van de Ronde van Vlaanderen werd verreden op 22 maart 1931 over een afstand van 227 km van Gent naar Wetteren. De gemiddelde uursnelheid van de winnaar was 33,060 km/h.

## Hellingen
- Tiegemberg
- Kwaremont
- Kruisberg
- Edelareberg

## Uitslag
| Rang | Renner                 | Land      | Ploeg                       | Tijd  |
| ---- | ---------------------- | --------- | --------------------------- | ----- |
| 1    | Romain Gijssels        | België    | Dilecta-Wolber              | 6.52' |
| 2    | Cesar Bogaert          | Nederland | geen                        | z.t.  |
| 3    | Jean Aerts             | België    | Alcyon-Dunlop               | z.t.  |
| 4    | Hector Martin          | België    | La française                | z.t.  |
| 5    | Gustaaf Van Slembrouck | België    | Genial Lucifer - Hutchinson | z.t.  |
| 6    | Julien Vervaecke       | België    | Alcyon-Dunlop               | z.t.  |
| 7    | Émile Joly             | België    | Genial Lucifer - Hutchinson | op 3' |
| 8    | Alfons Schepers        | België    | La française                | z.t.  |
| 9    | Armand Van Bruaene     | België    | La Nordiste-Wolber          | z.t.  |
| 10   | François Moreels       | Frankrijk | geen                        | z.t.  |

1913 · 
1914 · 
1915 · 
1916 · 
1917 · 
1918 · 
1919 · 
1920 · 
1921 · 
1922 · 
1923 · 
1924 · 
1925 · 
1926 · 
1927 · 
1928 · 
1929 · 
1930 · 
1931 · 
1932 · 
1933 · 
1934 · 
1935 · 
1936 · 
1937 · 
1938 · 
1939 · 
1940 · 
1941 · 
1942 · 
1943 · 
1944 · 
1945 · 
1946 · 
1947 · 
1948 · 
1949 · 
1950 · 
1951 · 
1952 · 
1953 · 
1954 · 
1955 · 
1956 · 
1957 · 
1958 · 
1959 · 
1960 · 
1961 · 
1962 · 
1963 · 
1964 · 
1965 · 
1966 · 
1967 · 
1968 · 
1969 · 
1970 · 
1971 · 
1972 · 
1973 · 
1974 · 
1975 · 
1976 · 
1977 · 
1978 · 
1979 · 
1980 · 
1981 · 
1982 · 
1983 · 
1984 · 
1985 · 
1986 · 
1987 · 
1988 · 
1989 · 
1990 · 
1991 · 
1992 · 
1993 · 
1994 · 
1995 · 
1996 · 
1997 · 
1998 · 
1999 · 
2000 · 
2001 · 
2002 · 
2003 · 
2004 · 
2005 · 
2006 · 
2007 · 
2008 · 
2009 · 
2010 · 
2011 · 
2012 · 
2013 · 
2014 · 
2015 · 
2016 · 
2017 · 
2018 · 
2019 · 
2020 · 
2021 · 
2022 · 
2023 · 
2024
Lijst van beklimmingen